# Референдум о независимости Азербайджана (1991)
Референдум о независимости был проведен в Азербайджане 29 декабря 1991 года, через 8 дней после принятия Алма-Атинской декларации о целях и принципах СНГ, которая объявила о прекращении существования СССР. На нём был вынесен вопрос:

 
Вы поддерживаете Конституционный акт, принятый Верховным Советом Азербайджанской Республики «О государственной независимости»?
Оригинальный текст (азерб.)Siz Azərbaycan Respublikasının dövlət müstəqilliyi haqqında Azərbaycan Respublikası Ali Sovetinin qəbul etdiyi Konstitusiya Aktına tərəfdarsınızmı?

В результате было 99,8 % за, при явке в 95,3 %.

## Результаты
На голосование ставился вопрос о независимости Азербайджана. Более 99.7% участников голосования проголосовали за.